# آرتوسا ۹۵
آرتوسا ۹۵ (به انگلیسی: 95 Arethusa) یکی از سیارک‌های کمربند اصلی سیارک‌ها و  نود و پنجمین سیارک کشف شده‌است که در ۲۳ نوامبر ۱۸۶۷ و در دوسلدورف کشف شد.
قدر مطلق سیارک برابر ۷٫۸۴ است.